# Girolamo Di Martino
Girolamo Di Martino, né le 7 novembre 1860 à Palerme et mort le 4 octobre 1915 à Palerme, est un homme politique italien.
Il est maire de Palerme à deux reprises (23 février 1905-14 mars 1906 et 22 février 1911-18 août 1914).

## Biographie

### Premiers engagements publics
Né dans une famille bourgeoise de Palerme, Girolamo Di Martino étudie le droit à l'université de la ville. Laurea, il exerce comme avocat.
En 1889, il entre au conseil municipal de Palerme, et devient adjoint du maire Ugo delle Favare. Il apporte son vote à l'élection du réactionnaire Paolo Beccadelli di Bologna, dont la chute en 1901 marque le retour au pouvoir du groupe démocrate. Il est alors l'un des potentiels candidats au poste de maire, Pietro Bonanno n'étant pas éligible à cause de son mandat de député national, mais c'est Giuseppe Tasca Lanza qui est porté à cette charge, Di Martino occupant un poste d'adjoint. Il préside plusieurs organismes municipaux et de bienfaisance dans ces années-là.

### Maire de Palerme
Après la mort en fonction de Pietro Bonanno, Girolamo Di Martino est choisi pour lui succéder par la majorité démocrate au pouvoir qui le juge plus contrôlable que Tasca.
Il poursuit le programme de municipalisation de Bonanno, notamment le rachat de la Società Italiana del Gas et crée un service municipal de restauration scolaire. Il organise un référendum populaire qui, avec 8 708 voix pour sur 9 823 votants, valide la construction d'un grand moulin municipal, comprenant également une fabrique de pâtes et une boulangerie. Cette décision est annulée, malgré la pose officielle de la première pierre par le Roi en mai 1906 sur la Piazza Ucciardone par la municipalité Trigona. Di Martino doit démissionner au bout d'un an à cause des dissensions au sein de la majorité provoquées par les amis du défunt maire menés par Empedocle Restivo qui lui reproche de ne pas suivre autant que promis le programme de son prédécesseur.
Peu avant sa démission, il est nommé sénateur du royaume le 21 janvier 1906. Il est membre et secrétaire de la Commission de la comptabilité interne du Sénat de 1909 à 1913, Il participe à la commission d'enquête parlementaire sur la situation des paysans, leurs relations avec les propriétaires terriens et la nature des pactes agraires dans les provinces méridionales et en Sicile  (1906-1909) et siège à la commission pour l'examen du projet de loi « Graduale avocazione allo Stato delle spese di cui all'art. 272 del testo unico della legge comunale e provinciale, approvato con regio decreto 10 febbraio 1889, n. 5921 » (16 mars 1907).
Après la démission de Romualdo Trigona di Sant'Elia, le gouvernement italien nomme deux commissaires extraordinaires, Francesco Moncada Grispo, qui abandonne sa mission après une vingtaine de jours, le 7 août 1910, puis Francesco Gay qui reste jusqu'au 21 février 1911 sans rétablir l'équilibre budgétaire.
Le nouveau scrutin qui s'ouvre en janvier 1911 pour le renouvellement de l'assemblée municipale marque le retour d'une liste de l'Union libérale autour de Camporeale et Paternò qui finalement laisse la direction à l'industriel Pecoraino qui exclut l'ancien maire Tesauro et impose la présence de son fils, Salvatore. Outre les autres anciens maires Tasca Lanza et Di Martino, la liste comprend des francs-maçons et des catholiques, et emporte 58 sièges, contre 16 aux cléricaux, 5 aux radicaux et Tesauro en indépendant. Peppino Scalea, Palizzolo, le mafieux Salvatore Conti appartiennent également à l'assemblée qui voit le poids de l'aristocratie se réduire à quatre sièges, au profit de la bourgeoisie, des professions libérales et de la noblesse de second rang.
Le 22 février 1911, Girolamo Di Martino est élu maire pour la deuxième fois. Même si le préfet doute de ses capacités à maintenir sa majorité hétérogène, Di Martino parvient, en s'appuyant souvent sur la minorité cléricale, à rester plus de 3 ans, ce que seul Domenico Peranni avait réussi avant lui. Il est confronté à l'opposition du groupe radical mené par Restivo et Giuffrè, qui conteste les mesures suivant les épidémies de choléra et de variole et réclame le retour aux urnes pour l'application de la nouvelle loi électorale. Face à la tentative des conseillers municipaux de sa majorité proches de la mafia de prendre plus de pouvoir, Di Martino démissionne, et est réélu par le conseil en novembre et remanie son équipe après les élections politiques de l'automne 1913.
La crise financière municipale s'accentue, Palerme se plaçant à l’avant-dernière place des treize communes italiennes de plus de 100 000 habitants en termes de recettes et de dépenses par habitant. Il fait publier l'état de la dette municipale, plus importante qu'annoncée par le dernier commissaire.
Il engage une réduction des coûts de la commune en incluant les membres de l'opposition dans les décisions à prendre et obtient que l'État participe au rééquilibrage budgétaire et aux travaux publics. En 1912, il lance la construction de l'école « Giuseppina Turrisi Colonna », dessinée en 1891 par Giuseppe Damiani Almeyda. Le 11 octobre de la même année, la ligne de tramway Leoni-Mondello est inaugurée.
Le Corso Calatafimi, la Via Crispi, la Piazza Ucciardone et certains tronçons de la Via Ruggero Settimo sont pavés, la voie centrale de la Via Libertà puis d'autres rues sont asphaltées, la construction du tronçon de la Via Roma allant de la gare centrale au Corso Vittorio Emanuele est décidée accompagnée de l'édification de 300 maisons pour les expulsés.
Peu avant les élections municipales de 1914, les échanges vigoureux sur le raccordement de la banlieue au tramway provoquent la démission de l'adjoint au maire Scalea, qui considère que le projet pourrait être moins dispendieux et éviter de traverser la Via Maqueda et le Corso Vittorio Emanuele. Le scrutin de juillet 1914 est précédé d'un appel signé par les sénateurs Camporeale et Tasca Lanza, réconciliés, et de nombreux membres de la municipalité sortante, à former une liste large pour défendre l'ordre. Ainsi, l'Union des partis constitutionnels regroupe des libéraux, cléricaux et nationalistes, avec le fort soutien de L'Ora et les attaques du Giornale di Sicilia, Elle obtient 39 sièges, contre 41 pour la Ligue populaire menée par Nunzio Nasi et Renzo Barbera, et 2 sièges à la liste cléricale, Palizzolo, également candidat pour la ligue populaire, et le pharmacien Pietro Diliberto. Le 18 août, Di Martino abandonne sa charge pour se consacrer au travail parlementaire et meurt subitement un an plus tard.

## Hommages
Son nom est donné par la municipalité à une route près de la Via Serradifalco.

## Décorations
- Commandeur (29/06/1905) puis grand officier (10/12/1911) de l'Ordre des Saints-Maurice-et-Lazare[4].